# تئو شار
تئو شار (انگلیسی: Theo Schär; ۱۶ فوریهٔ ۱۹۰۳ – نامشخص) بازیکن فوتبال اهل سوئیس بود.
از باشگاه‌هایی که در آن بازی کرده‌است می‌توان به باشگاه فوتبال سروت ۱۸۹۰ اشاره کرد.
وی همچنین در تیم ملی فوتبال سوئیس بازی کرده‌است.